# 縣道205號
縣道205號（馬公－興仁），西起澎湖縣馬公市馬公市區，東至澎湖縣馬公市興仁，全長共計7.606公里（公路總局資料）。

## 行經行政區域
全線均位於澎湖縣境內。
| 鄉鎮 市區 | 地點     | 里程 （km） | 交會道路     | 備註       |
| --------- | -------- | ----------- | ------------ | ---------- |
| 馬公市    | 馬公市區 | 0.000       | 介壽路       | 公路起點   |
| 馬公市    | 馬公市區 | －          | 澎35線       |            |
| 馬公市    | 馬公市區 | －          | 縣道203號    | 與共線起點 |
| 馬公市    | 馬公市區 | －          | 縣道203號    | 與共線終點 |
| 馬公市    | 馬公市區 | －          | 澎33線       |            |
| 馬公市    | 文澳     | 2.315       | 澎28線       |            |
| 馬公市    | 案山     | 4.716       | （地區道路） |            |
| 馬公市    | 前寮     | 5.482       | （地區道路） |            |
| 馬公市    | 石泉     | 6.059       | 澎23線       | 終點       |
| 馬公市    | 菜園     | 6.391       | （地區道路） |            |
| 馬公市    | 興仁     | 7.606       | 縣道204號    | 公路終點   |
| 共線      |          |             |              |            |

## 沿線路名
- 民生路
- 新生路
- 文山路

## 沿線設施與景點
- 澎湖觀音亭
- 澎湖縣馬公市中正國民小學
- 澎湖三官殿
- 馬公第三漁港
- 澎湖縣馬公市文澳國民小學
- 案山柳星君祠
- 三軍總醫院澎湖分院（原海軍澎湖基地醫院）
- 石泉朱王廟
- 雙湖園